# Asmorobangun
Asmorobangun is een bestuurslaag in het regentschap Kediri van de provincie Oost-Java, Indonesië. Asmorobangun telt 7914 inwoners (volkstelling 2010).